# Iztapa

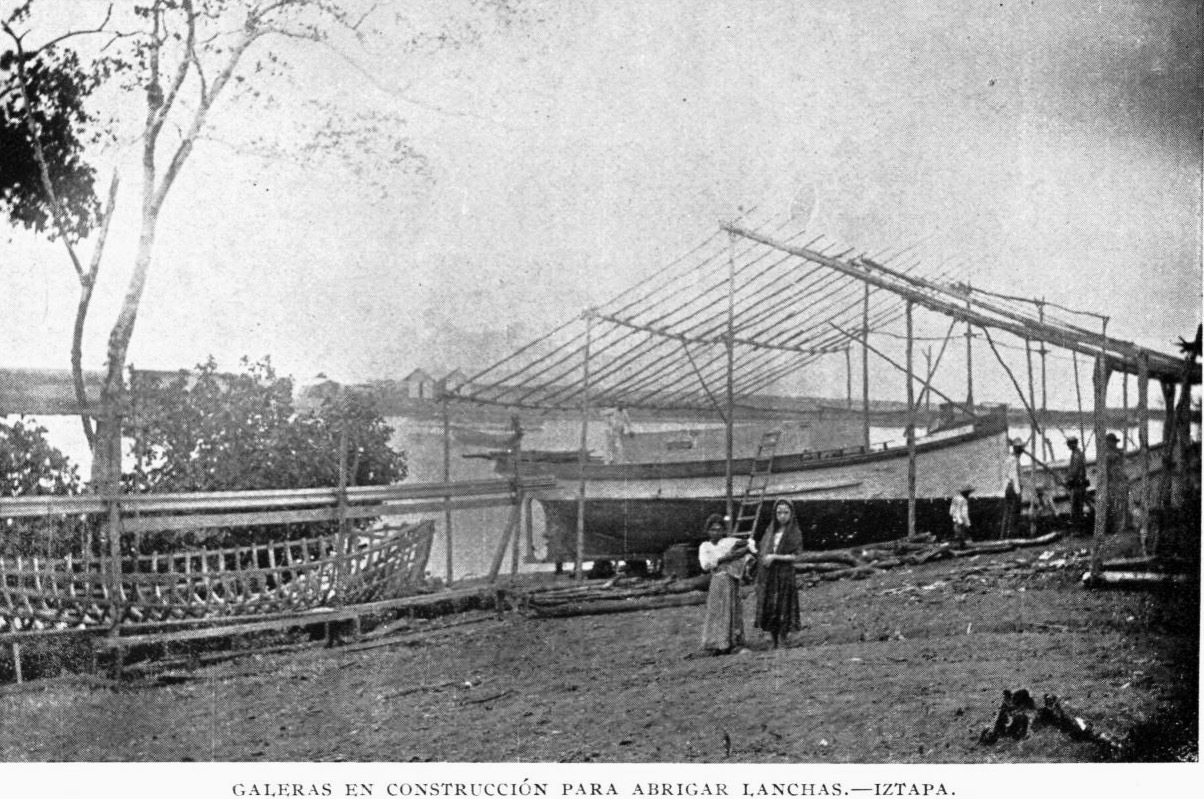
Estaleiros em construção em Iztapa, 1897.

Iztapa é uma cidade da Guatemala do departamento de Escuintla.